# عبدالرحمان رمضان
عبدالرحمان رمضان (انگلیسی: Abdelrahman Ramadan Fetori؛ زادهٔ ۲ ژوئیهٔ ۱۹۸۴) بازیکن فوتبال اهل لیبی است.
وی همچنین در تیم ملی فوتبال لیبی بازی کرده‌است.